# 迪默湖
迪默湖（德語： [ˈdʏmɐ] ⓘ）是德国下萨克森州南部的一个大型湖泊，面积13.5平方千米，平均深度1米，海拔37米。
迪默湖是水上运动胜地，也是重要的水鸟栖息地。